# آدولف هوشکه
آدولف هوشکه (انگلیسی: Adolf Huschke; ۱۴ اکتبر ۱۸۹۱ – ۲۹ اوت ۱۹۲۳) دوچرخه‌سوار اهل آلمان بود.